# Енріке Іларіу
Енрі́ке Іла́ріу Мейреліш А́лвіш Сампа́йю (порт. Henrique Hilário Meireles Alves Sampaio, нар. 21 жовтня 1975, Сан-Педру-да-Кова), відомий як просто Іла́ріу (порт. Hilário) — колишній португальський футболіст, що грав на позиції воротаря.

## Клубна кар'єра
У дорослому футболі дебютував 1994 року виступами за «Навал», в якому провів один сезон, взявши участь у 27 матчах чемпіонату.
Протягом сезону 1995–1996 років захищав кольори команди клубу «Академіка» (Коїмбра).
Своєю грою за останню команду привернув увагу представників тренерського штабу клубу «Порту», до складу якого приєднався 1996 року. Відіграв за клуб з Порту наступні два сезони своєї ігрової кар'єри. За цей час двічі виборював титул чемпіона Португалії та став володарем Кубка Португалії. Але до основного складу Іларіу пробитися не зумів, тому протягом сезону 1998–99 років захищав кольори клубу «Ештрела».
Влітку 1999 року повернувся до «Порту», провівши у його складі ще два сезони, після чого з 2001 по 2003 рік грав по сезону на правах оренди у складі «Варзіма» та «Академіки».
З 2003 року три сезони захищав кольори команди клубу «Насьонал».
До складу клубу «Челсі» приєднався 1 липня 2006 року. Протягом наступих 8 років відіграв за лондонський клуб лише 20 матчів в національному чемпіонаті, перебуваючи «у тіні» не лише майже незмінного основного воротаря «аристократів» цього періоду Петра Чеха, але й його головного дублера Карло Кудічіні. За цей час додав до переліку своїх трофеїв три титули володаря Кубка Англії, ставав володарем Кубка англійської ліги, володарем Суперкубка Англії та чемпіоном Англії. 2014 року залишив «Челсі» і оголосив про завершення професійної кар'єри.

## Виступи за збірні
Протягом 1996–1997 років залучався до складу молодіжної збірної Португалії. На молодіжному рівні зіграв у 8 офіційних матчах.
3 березня 2010 року у віці 34 років дебютував в офіційних матчах у складі національної збірної Португалії в товариській грі зі збірною Китаю. Іларіу вийшов перед другим таймом, замінивши Едуарду, а його збірна перемогла з рахунком 2-0. В підсумку, цей матч став єдиним для Енріке в футболці національної збірної.

## Досягнення
«Порту»
- Чемпіон Португалії: 1996-97, 1997-98
- Володар кубка Португалії: 1997-98, 1999-2000, 2000-2001
- Володар Суперкубка Португалії: 1996, 1999

«Челсі»
- Чемпіон Англії: 2009-10
- Володар Кубка Англії: 2006-07, 2008-09, 2009-10, 2011-12
- Володар Кубка Футбольної ліги: 2006-07
- Володар Суперкубка Англії з футболу: 2009
- Переможець Ліги чемпіонів УЄФА: 2011-12
- Переможець Ліги Європи: 2012–2013